# Hijos de las nubes, la última colonia
Hijos de las nubes, la última colonia és una pel·lícula documental espanyola del 2012 dirigida per Álvaro Longoria i produïda per Javier Bardem.

## Sinopsi
El documental mostra el viatge personal de Javier Bardem on posa no sols la seva veu sinó també la seva consciència en analitzar la situació del Sàhara Occidental, l'última colònia africana segons les Nacions Unides, pendent d'un referèndum d'autodeterminació en una regió que es troba gairebé en situació de guerra, i com ha arribat a la situació actual. També examina el clima d'agitació política al nord d'Àfrica i la responsabilitat de les grans potències amb una política exterior basada en els interessos econòmics i no pas en la realpolitik, que ha desencadenat una situació de caos i violència.

## Repartiment
A més d'actors i coneguts que hi posen la seva veu, com el propi Bardem, el seu germà Carlos Bardem, Elena Anaya i Manu Chao, també hi apareixen analistes i polítics com Felipe González, Mohamed Abdelaziz, James Inhofe, Omar Bashir Manis i John Bolton.

## Premis
Va guanyar el premi al millor documental a les Medalles del Cercle d'Escriptors Cinematogràfics de 2012 i el Goya a la millor pel·lícula documental. També va tenir mencions especials a les seccions oficials del Festival Internacional de Cinema de Toronto, al Festival Internacional de Cinema de Sant Sebastià i al Festival de Màlaga.